# Vải (thực vật)
Vải còn gọi lệ chi (danh pháp hai phần: Litchi chinensis) là một loài thực vật có hoa thuộc họ Bồ hòn (Sapindaceae). Loài này được Pierre Sonnerat miêu tả khoa học đầu tiên năm 1782.

## Mô tả
Vải là loại cây ăn quả thân gỗ vùng nhiệt đới, có nguồn gốc từ  Việt Nam (Hán-Việt: lệ chi), phân bố trải dài về phía nam tới Indonesia và về phía đông tới Philippines (tại đây người ta gọi nó là alupag).
Vải là cây thường xanh với kích thước trung bình, có thể cao tới 15–20 m, có lá hình lông chim mọc so le, mỗi lá dài 15–25 cm, với 2-8 lá chét ở bên dài 5–10 cm và không có lá chét ở đỉnh. Các lá non mới mọc có màu đỏ đồng sáng, sau đó chuyển dần thành màu xanh lục khi đạt tới kích thước cực đại. Hoa nhỏ màu trắng ánh xanh lục hoặc trắng ánh vàng, mọc thành các chùy hoa dài tới 30 cm.
Quả là loại quả hạch, hình cầu hoặc hơi thuôn, dài 3–4 cm và đường kính 3 cm. Lớp vỏ ngoài màu đỏ, cấu trúc sần sùi, không ăn được nhưng dễ dàng bóc được. Bên trong là lớp cùi thịt màu trắng mờ, ngọt và giàu vitamin C, có kết cấu tương tự như của quả nho. Ở giữa quả là một hạt màu nâu, dài 2 cm và đường kính cỡ 1-1,5 cm. Hạt - tương tự như hạt của quả dẻ ngựa - có độc tính nhẹ và không nên ăn. Quả chín vào giai đoạn từ tháng 6 (ở các vùng gần xích đạo) đến tháng 10 (ở các vùng xa xích đạo), khoảng 100 ngày sau khi cây ra hoa.
Một số loài phụ:
- Vải Việt Nam đảo Đông Dương. Lá có 4-8 lá chét (ít khi 2).
- javanensis: phân bố ở đảo Java
- philippinensis (Radlk.) Leenh (đồng nghĩa: Euphoria didyma Blanco, Litchi philippinensis Radlk., Nephelium didymum (Blanco) Crai): phân bố ở Philippines, Indonesia. Lá với 2-4 lá chét (ít khi 6).

### Trồng và sử dụng
Vải được trồng nhiều tại Việt Namcũng như ở khu vực Đông Nam Á, Ấn Độ, miền nam Nhật Bản và gần đây là tại Florida và Hawaii (Hoa Kỳ) cũng như các khu vực ẩm ướt thuộc miền đông Australia. Vải cần có khí hậu nóng vùng nhiệt đới và cận nhiệt đới không có sương giá hoặc chỉ có mùa đông rét nhẹ với nhiệt độ không xuống dưới -4 °C và với mùa hè nóng bức, nhiều mưa và độ ẩm cao. Nó phát triển tốt trên các loại đất thoát nước tốt, hơi chua và giàu chất hữu cơ (mùn). Có nhiều giống cây trồng, với các giống chín sớm thích hợp với khí hậu nóng hơn còn các giống chín muộn thích hợp với khí hậu mát hơn. Ở một vài nơi người ta còn trồng vải làm cây cảnh.
Quả vải nói chung được bán để ăn tươi tại các chợ khu vực (trong những năm gần đây nó cũng được bán rộng rãi tại các siêu thị phương Tây). Vỏ màu đỏ chuyển thành nâu sẫm khi quả được vận chuyển bằng các phương tiện đông lạnh, nhưng mùi vị gần như không bị ảnh hưởng. Dưới dạng đóng hộp nó được bầy bán quanh năm.
Nguồn dẫn chiếu lịch sử chính thức đầu tiên của Trung Quốc về cây/quả vải là cống phẩm có ở thời nhà Đường, khi nó là loại quả ưa thích của Dương Quý Phi, người thiếp yêu của hoàng đế Đường Huyền Tông (Đường Minh Hoàng).
Người Quảng Đông cho rằng "ăn một quả vải bằng giữ ba ngọn đuốc trong người" (nguyên văn: 一啖荔枝三把火, nhất đạm lệ chi tam bả hỏa). Điều này muốn nói đến thuộc tính dương (nóng) của loại quả này. Ăn quá nhiều vải làm khô môi và có thể gây chảy máu cam ở một số người, cũng như có thể gây ra mụn nhọt hay loét miệng. Ngược lại, loại quả từ cây có quan hệ họ hàng là nhãn lại được coi là có các tính chất bổ dưỡng.

### Việt Nam
Giống vải được ưa chuộng nhất ở Việt Nam là vải thiều trồng tại khu vực huyện Thanh Hà, tỉnh Hải Dương. Tuy nhiên, vải được trồng nhiều nhất ở huyện Lục Ngạn, tỉnh Bắc Giang. Quả vải tại vùng Thanh Hà (Hải Dương) thông thường có hương vị thơm và ngọt hơn vải được trồng ở các khu vực khác (mặc dù cũng lấy giống từ đây). Một giống vải khác chín sớm hơn, có tên gọi dân gian là "vải tu hú", có hạt to hơn và vị chua hơn so với vải thiều. Nguyên do có tên gọi như vậy có lẽ là vì gắn liền với sự trở lại của một loài chim di cư là chim tu hú.
Vải ra hoa vào tháng 3 dương lịch và chín vào tháng 6. Thời điểm vải chín rộ thường bắt đầu từ giữa tháng 6 tới giữa tháng 7. Khoảng thời gian thu hoạch vải thiều thường ngắn, khoảng 2 tuần. Vì vậy nên với sản lượng lớn, người ta thường chế biến bằng cách sấy khô, sản phẩm sau đó gọi là vải khô.
Trong lịch sử Việt Nam, vải gắn liền với hai nhân vật lịch sử của Việt Nam là Mai Thúc Loan   và Nguyễn Trãi. Mai Thúc Loan xuất thân là phu khuân vải cống nạp cho nhà Đường của Trung Quốc. Ông đã lãnh đạo dân chúng khởi nghĩa và sau lên ngôi làm Mai Hắc Đế. Vải còn được biết đến ở Việt Nam qua vụ án Lệ Chi Viên (Vụ án vườn vải) liên quan đến Nguyễn Trãi.

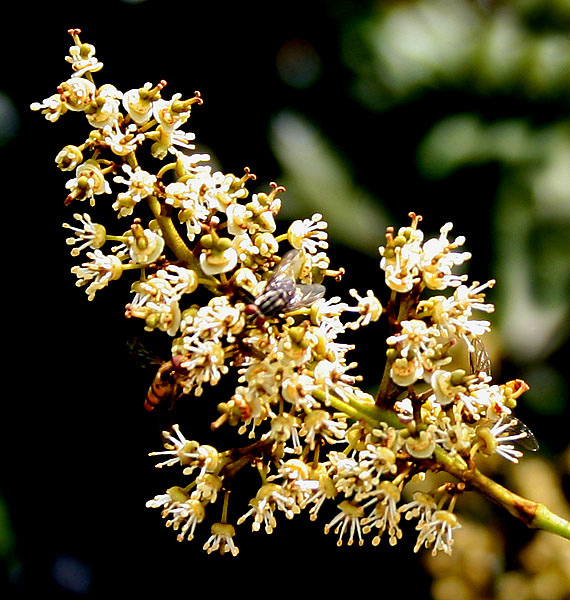
Ong hút mật trên hoa vải
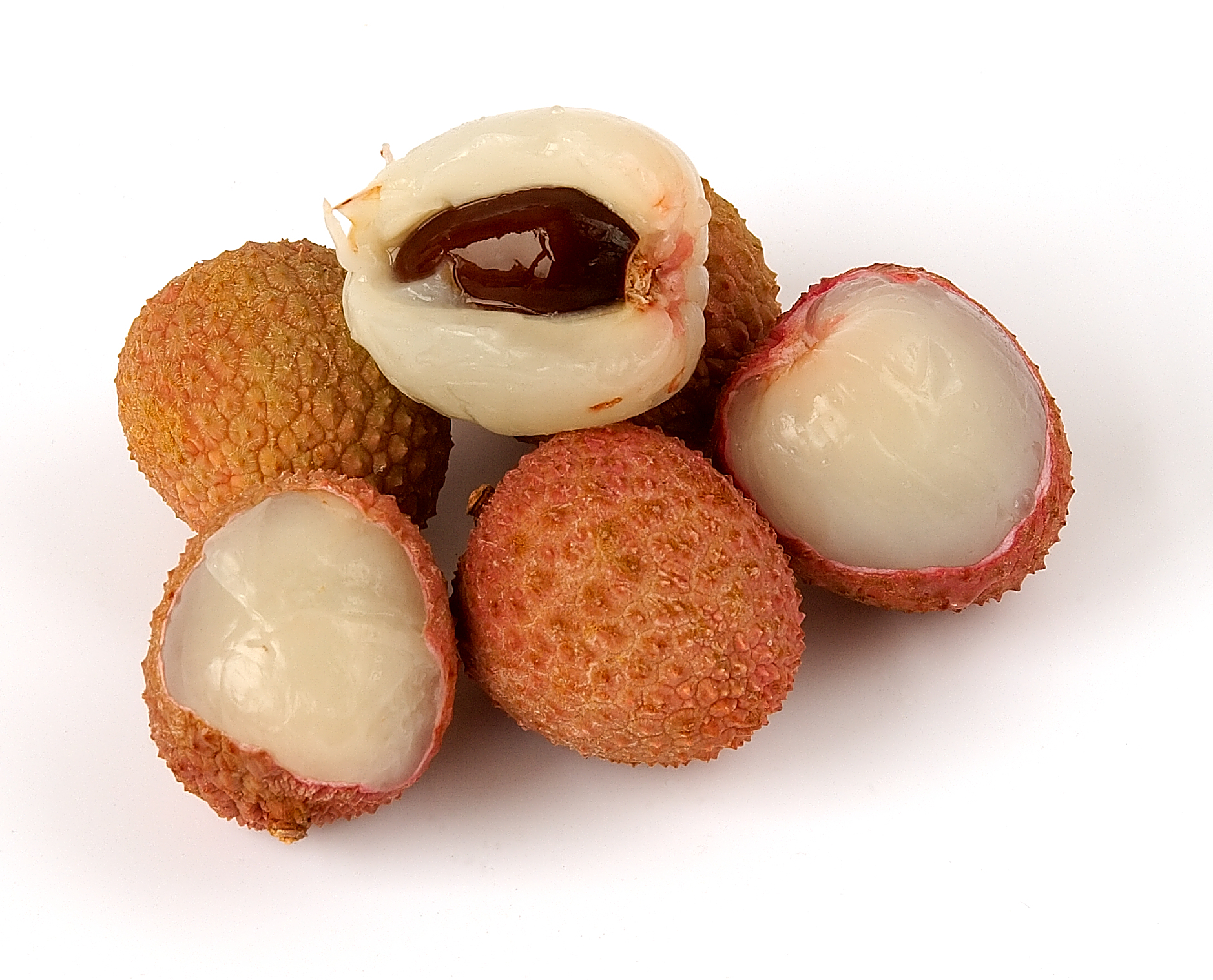
Một đĩa vải với một quả đã bóc vỏ
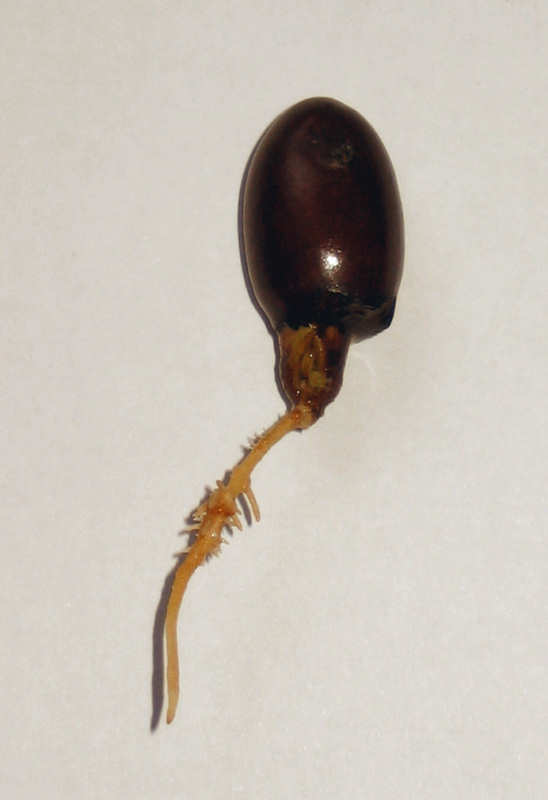
Hạt vải nảy mầm với rễ cái (khoảng 3 tháng tuổi)